# Симоцуки (эсминец, 1943)
Симоцуки (яп. 霜月, «Инеистая Луна») — японский эскадренный миноносец времён Второй Мировой войны типа «Акидзуки».

## Строительство
Корпус корабля был заложен 6 июля 1943 года на верфи «Мицубиси» в Нагасаки. Спущен на воду 7 апреля 1943 года, вступил в строй 31 марта 1944 года. Стал седьмым эсминцем этого типа и последним в первом подтипе («Акидзуки»).

## История службы
После вступления в строй корабль вошёл в состав 11-го дивизиона эскадренных миноносцев. Прибыл в Курэ 3 апреля 1944 года, и в апреле-мае совершал только учебные походы во Внутреннем море.
10 июня «Симоцуки» был зачислен в состав 10-й эскадры эсминцев 3-го флота, и перешёл из Сасэбо на базу Гимарас. 20 июня участвовал в сражении при Марианских островах, входя в состав соединения адмирала Одзавы. После поражения в нём вернулся в Японию.
8-20 июля «Симоцуки» сопровождал флот из Курэ до Линга. 15 июля переведён в состав 41-го дивизиона эсминцев.
4-14 августа эсминец сопровождал конвои из Линга в Японию. 17 августа стал на ремонт в Йокосуке, который был завершён как раз к началу подготовки к генеральному сражению в Филиппинском море.
Вместе с тремя однотипными кораблями («Акидзуки», «Хацудзуки» и «Вакацуки») «Симоцуки» вошёл в состав соединения адмирала Одзава и участвовал в сражении у мыса Энганьо 25 октября 1944 года, обеспечивая его противовоздушную оборону, а позже эвакуацию экипажа авианосца «Титосэ» и отход уцелевших кораблей.
С 8 по 22 ноября эсминец сопровождал конвои из Куре до островов Спратли.
24 ноября «Симоцуки» (ставший к тому времени флагманом 31-й эскортной эскадры) в сопровождении эсминца «Момо» вышел из Сингапура, направляясь в Бруней. Ночью 25 ноября у побережья Калимантана корабли были обнаружены американской подводной лодкой «Кавэлла». Её командир ошибочно идентифицировал более крупный из них как крейсер и выпустил по нему четыре торпеды, три из которых поразили цель. «Симоцуки» продержался на воде всего несколько минут, забрав с собой экипаж почти в полном составе (включая командира капитана 3-го ранга Хатано), а также командующего 41-м дивизионом эсминцев капитана 1-го Вакида, контр-адмирала Эдо и весь штаб 31-й эскортной эскадры. «Момо» принял на борт 46 выживших и вернулся в Сингапур.
10 января 1945 года «Симоцуки» был исключён из списков.
Лежащий на глубине 72 метров в точке с координатами 02°21′ с. ш. 107°20′ в. д. эсминец был обнаружен в ночь на 6 июля 2002 года судном «MV EMPRESS» с помощью эхолота. Проведённые в мае и сентябре 2003 года погружения дайверов подтвердили выдвигавшиеся ранее предположения, что от попадания торпед сдетонировал боекомплект орудий главного калибра, и потому корпус очень сильно разрушен.

## Командиры
- 5.3.1944 — 25.11.1944 капитан 3 ранга (сёса)[1]  Кэндзи Хатано (яп. 畑野健二);